# Kim McKay
Kim Coral McKay AO FRSN (* 1959 in Sydney) ist eine australische Umweltschützerin, Autorin und Geschäftsfrau. Seit April 2014 leitet sie das Australian Museum in Sydney und ist damit die erste Frau, die diese Position seit der Gründung des Museums 1827 bekleidet.
Sie war 1989 neben Ian Kiernan Mitbegründerin der Kampagne Clean Up Australia und 1992 der Kampagne Clean Up the World, die vom Umweltprogramm der Vereinten Nationen (UNEP) unterstützt wird. Die Organisation ist in mehr als 133 Ländern aktiv.
Sie war in der Kampagne als Deputy Chairwoman bis 2009 insgesamt 20 Jahre aktiv.
Sie ist Mitbegründerin des The Genographic Project der National Geographic Society, der weltweit größten DNA-Bevölkerungsstudie, und Mitautorin mehrerer Bücher.
McKay wurde 2008 als Officer of the Order of Australia und 2021 als Fellow of the Royal Society of New South Wales ausgezeichnet.